# Droga wojewódzka nr 213

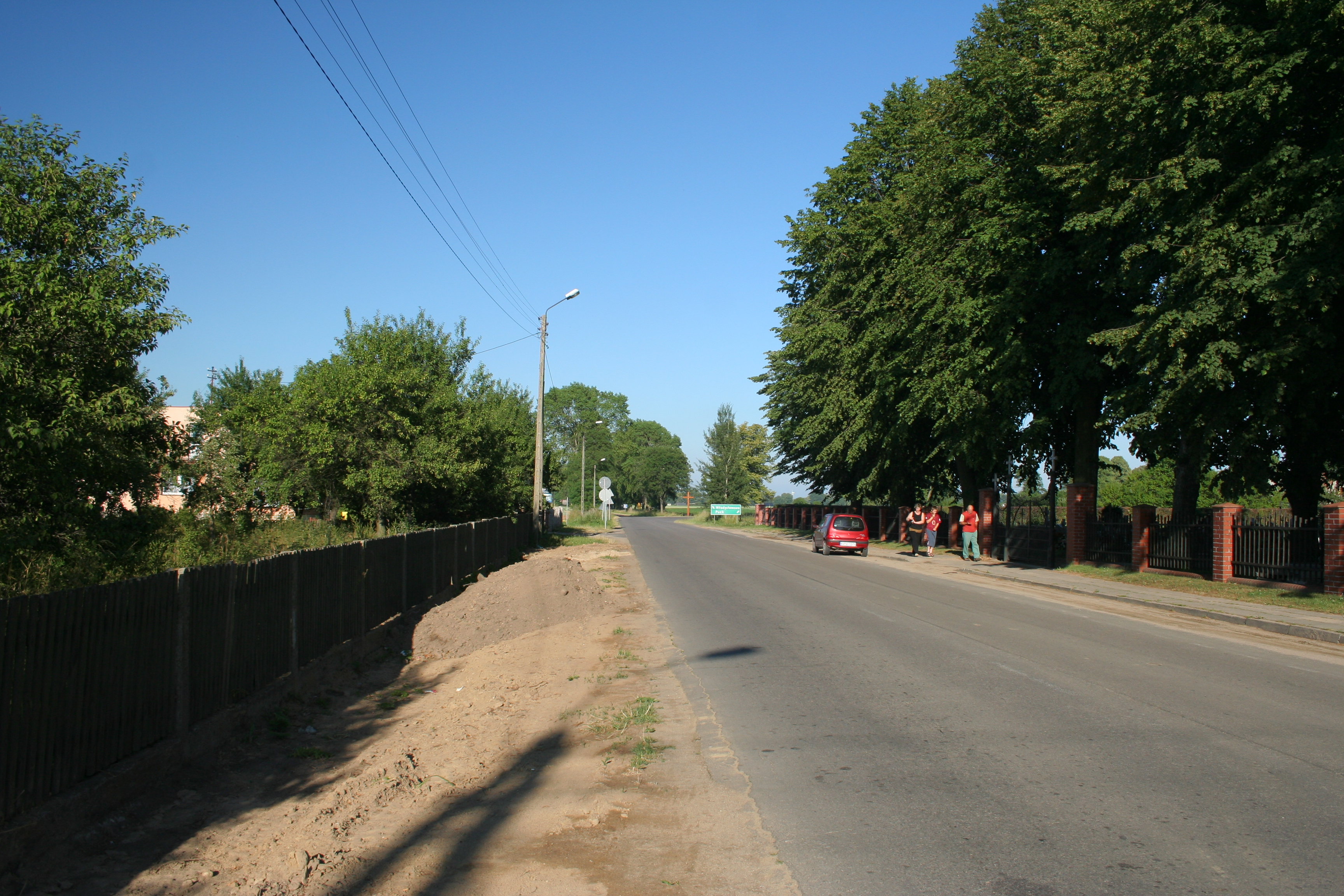
Droga w Starzynie

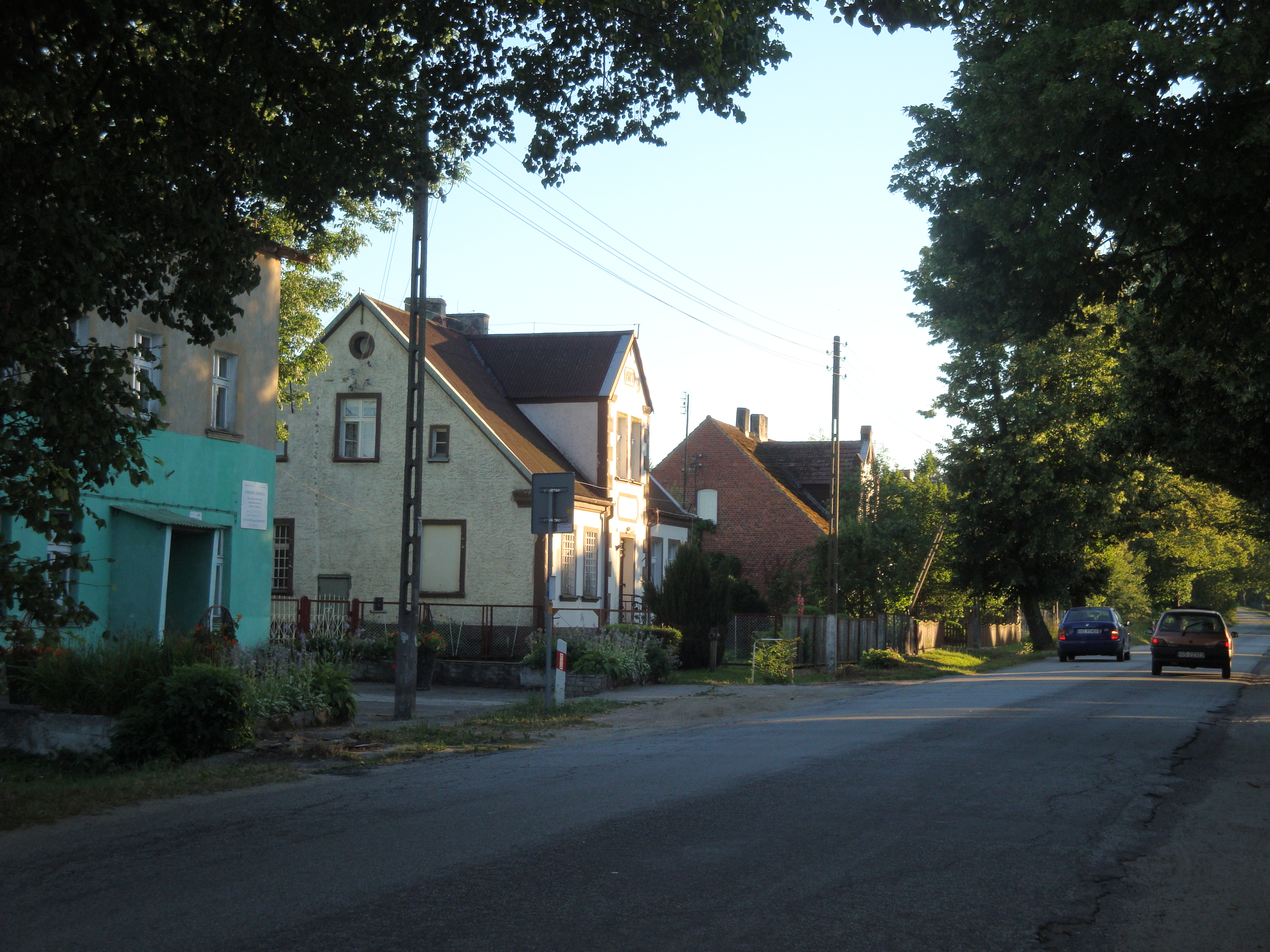
Droga w Pobłociu

Droga wojewódzka nr 213 (DW213) – droga wojewódzka łącząca Celbowo i Słupsk. Droga ma długość 109 km i przebiega przez 4 powiaty ziemskie: pucki (gminy: Puck i Krokowa), wejherowski (gmina Choczewo), lęborski (gmina Wicko) i słupski (gminy: Główczyce i Redzikowo), a także miasto na prawach powiatu Słupsk (m.in. Ryczewo).
W 2020 zarządca drogi wytypował do usunięcia ok. 300 drzew (dębów, lip, klonów, o obwodach sięgających 300 cm) rosnących w alei na odcinku między Krokową a Słuchowem, jednak na skutek protestów społecznych i interwencji wojewódzkiego konserwatora zabytków od tego zamiaru odstąpiono.

## Miejscowości leżące przy trasie DW213
- Celbowo
- Połczyno
- Werblinia
- Starzyno
- Sulicice
- Minkowice
- Krokowa
- Żarnowiec
- Wierzchucino
- Choczewo
- Żelazno
- Borkowo Lęborskie
- Wicko
- Pobłocie
- Główczyce
- Żelkowo
- Lubuczewo
- Siemianice
- Słupsk